# Poissy
Poissy [pwasi] ist eine französische Stadt mit 40.792 Einwohnern (Stand 1. Januar 2022) im Département Yvelines in der Region Île-de-France. Die Gemeinde gehört zum Arrondissement Saint-Germain-en-Laye und ist der Hauptort des Kantons Poissy.

## Geografie
Poissy liegt 32 Kilometer westnordwestlich des Pariser Stadtzentrums an einer der Seineschleifen.

## Geschichte

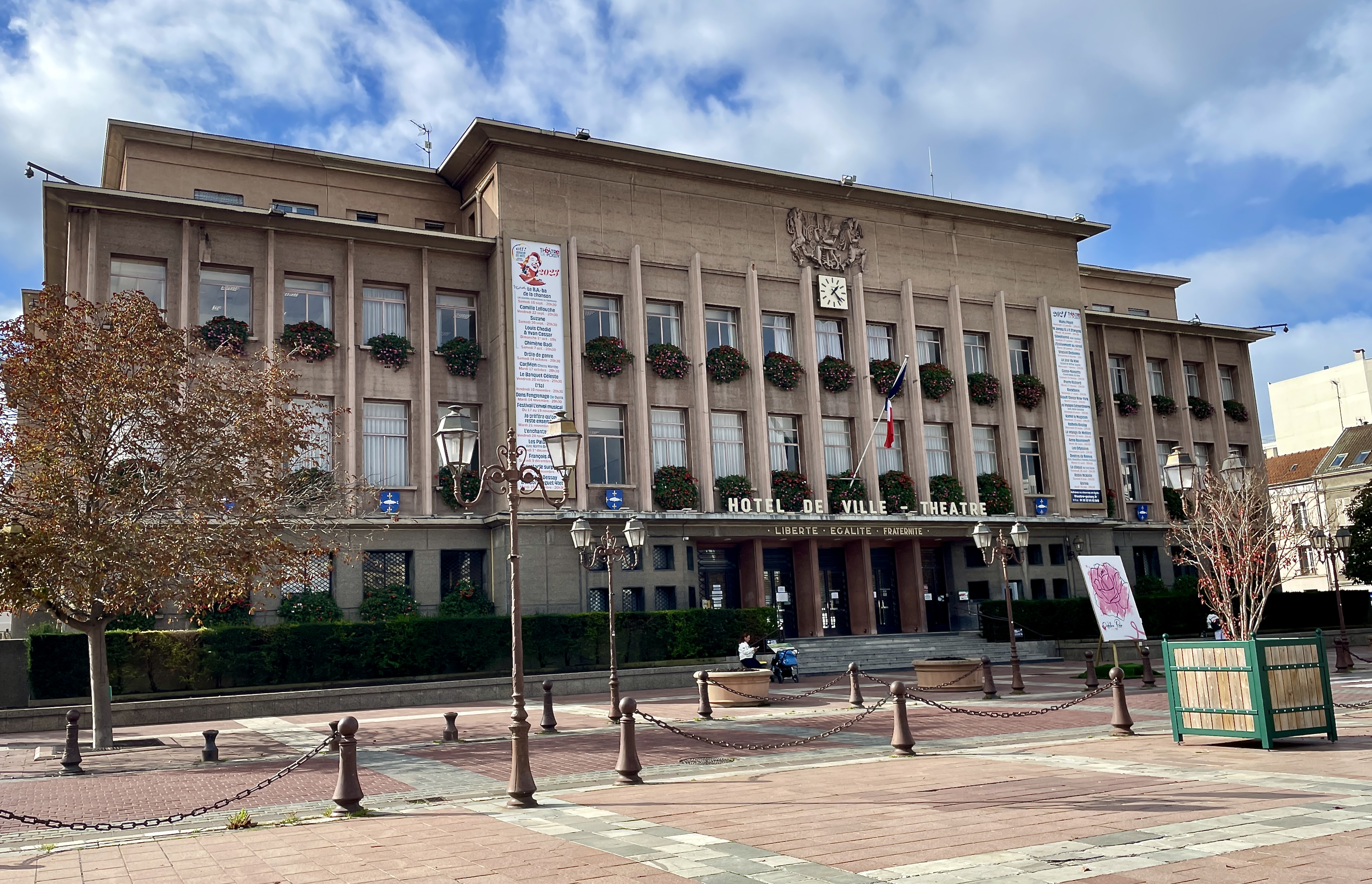
Hôtel de ville (Rathaus)

Poissy war in der Antike wahrscheinlich ein bescheidenes Fischer- oder Bauerndorf des gallischen Volks der Karnuten, das in den 50er Jahren v. Chr. von Caesar unterworfen wurde. 1928 wurden hier gallo-römische Gräber entdeckt.
Im Frühmittelalter führte der Ort zur Zeit der Merowinger den lateinischen Namen Pinciacum. Zur Zeit der Karolinger bestand hier bereits eine Burg. 862, 864 und 868 hielt Karl der Kahle in dem Ort nationale Versammlungen hoher Würdenträger ab. Im 13. Jahrhundert war Poissy eine Lieblingsresidenz Blankas von Kastilien. Deren Sohn, der spätere König Ludwig IX. der Heilige, wurde 1214 wohl hier geboren. Er ließ in Poissy eine Steinbrücke über die Seine errichten. König Philipp IV. der Schöne, ein Enkel Ludwigs IX., stiftete Anfang des 14. Jahrhunderts das Dominikanerkloster Saint-Louis de Poissy, für dessen Erbauung die alte Burg abgerissen wurde.
In der Anfangsphase des Hundertjährigen Kriegs fiel der englische König Eduard III. im Juli 1346 in die Normandie ein und überschritt auf seinem weiteren Zug am 16. August 1346 die Seine bei Poissy, das er plündern und einäschern ließ.

### Das Religionsgespräch von Poissy
Vom 3. September bis 14. Oktober 1561 wurde im Refektorium des Dominikanerklosters von Poissy auf Initiative Katharinas von Medici in Anwesenheit ihres Sohns, des minderjährigen Königs Karl IX., ein Religionsgespräch katholischer und protestantischer Theologen, das Kolloquium von Poissy, abgehalten, durch das sie eine Aussöhnung der Hugenotten und Katholiken Frankreichs erreichen wollte. Als Sprecher der Protestanten nahm Théodore de Bèze aus Genf teil, der unmissverständlich die Unvereinbarkeit der calvinistischen und katholischen Abendmahlslehre herausstellte. Eine Verständigung wurde unmöglich: Katharina von Medici schreckte jetzt vor religiösen Neuerungen zurück, die konservativen Vertreter der Katholiken verweigerten die Diskussion, der Jesuitengeneral Laynez sprach dem Kolloquium am 29. September pauschal die Legitimität ab, die Sorbonne wies einen vorgeschlagenen Kompromiss am 9. Oktober zurück, am 14. Oktober wurden die Gespräche erfolglos abgebrochen. Nach Abreise der katholischen Vertreter führte Katharina von Medici ihre vermittelnde Politik mit dem Edikt von Saint-Germain-en-Laye (1562) vom 17. Januar 1562 weiter.

## Sehenswürdigkeiten

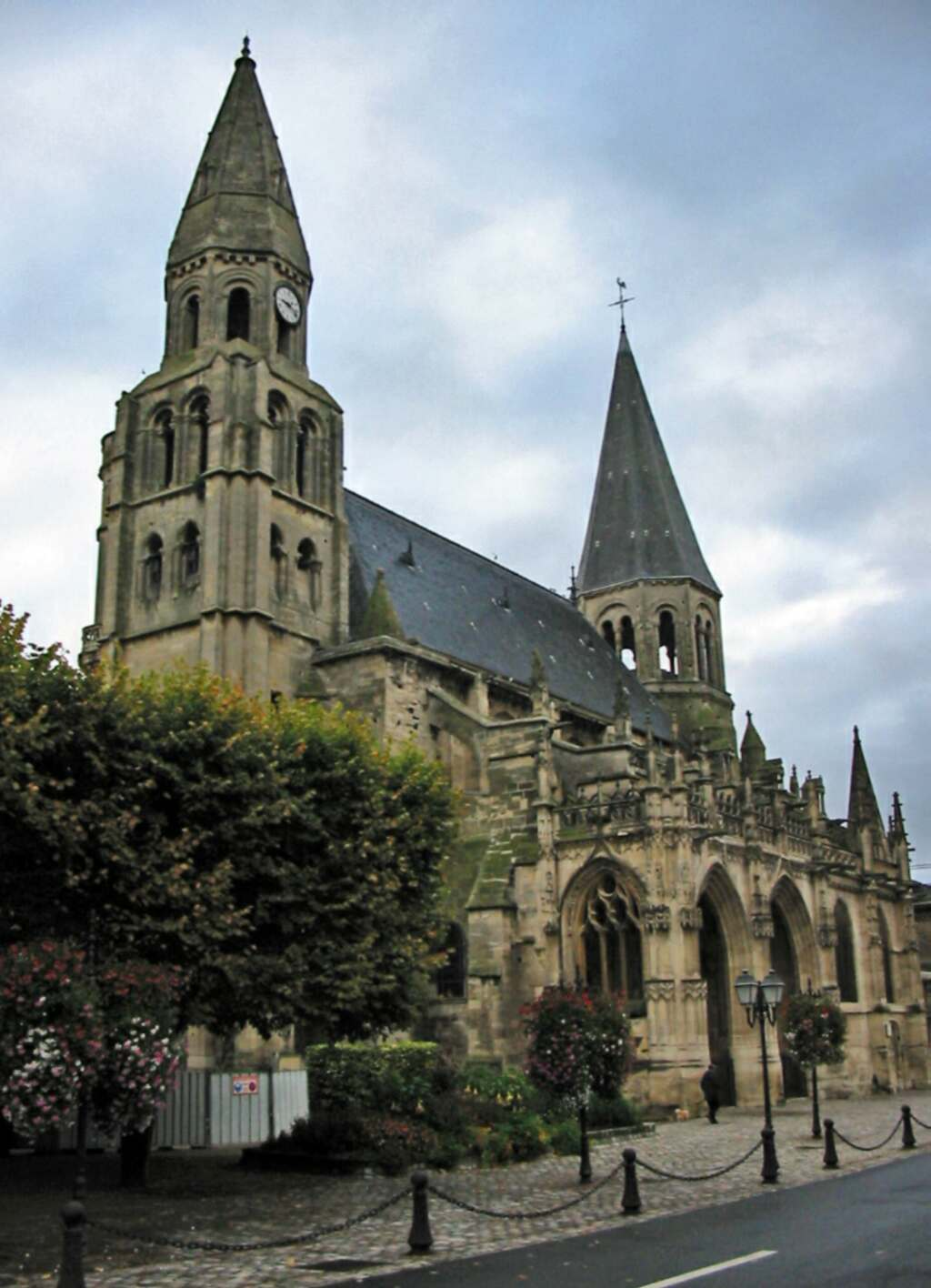
Stiftskirche Notre-Dame

Siehe auch: Liste der Monuments historiques in Poissy
- Die Stiftskirche Notre-Dame mit romanischen Teilen aus dem 12. Jahrhundert steht als Monument historique unter Denkmalschutz.[3]
- Die Villa Savoye, vom Architekten Le Corbusier entworfen und zwischen 1928 und 1931 erbaut, ist seit 1965 ebenfalls Monument historique.[4]

## Industrie und Infrastruktur

### Automobilbau
In Poissy wurden schon in der Frühzeit des Automobilbaus Kraftfahrzeuge gebaut. Firmen wie Automobiles Grégoire (1903–1924), Ouzou (1900–1901) und Soncin (1899–1902) waren frühe Autohersteller in Poissy.
In der Stadt besteht heute noch ein großes Automobilwerk des PSA-Konzerns (Peugeot-Citroën). Das von der Ford Société Anonyme Française (Ford SAF) im Jahre 1940 in Betrieb genommene Werk wurde 1954 an Simca verkauft. Nach Übernahme von Simca durch Chrysler Ende der 1950er Jahre kam das Werk 1978 schließlich in den Besitz der PSA-Gruppe (heute: Stellantis).

### Öffentlicher Nahverkehr
Durch die Linien der S-Bahn-Strecken RER A und Transilien J ist der Bahnhof Poissy in das Nahverkehrssystem im Großraum Paris eingebunden. Die Züge halten im Zentrum von Paris am Bahnhof Saint-Lazare.

## Städtepartnerschaften
- Partnerstadt von Poissy ist die deutsche Stadt Pirmasens in Rheinland-Pfalz.

## Krankenhaus
- Centre hospitalier intercommunal de Poissy-Saint-Germain-en-Laye

## Persönlichkeiten
- Ludwig IX. der Heilige (1214–1270), König von Frankreich
- Alfons von Poitiers (1220–1271), Prinz von Frankreich, Bruder von Ludwig IX.
- Philipp III., genannt der Kühne (1245–1285), von 1270 bis 1285 König von Frankreich
- Guillaume Lasceux (1740–1831), französischer Komponist und Organist
- Rose Dupuis (1791–1878), französische Schauspielerin
- Maxime Laubeuf (1864–1939), französischer Ingenieur und U-Boot-Pionier
- Marthe Orant (1874–1957), Malerin des Post-Impressionismus
- Lucien Virlouvet (1900–1966), Autorennfahrer
- Catherine Lara (* 1945), französische Sängerin, Violonistin, Komponistin und Schriftstellerin
- Catherine Stermann (1949–1985), französische Schauspielerin
- Frédéric Belaubre (* 1980), französischer Profi-Triathlet
- Caroline Guiela Nguyen (* 1981), Autorin und Theaterregisseurin
- Houssine Kharja (* 1982), marokkanischer Fußballspieler
- Damien Le Tallec (* 1990), französischer Fußballspieler
- Olivier Lombard (* 1991), französischer Autorennfahrer
- Mory Diaw (* 1993), französischer Fußballspieler
- Omenuke Mfulu (* 1994), kongolesisch-französischer Fußballspieler
- Jérôme Phojo (* 1993), französischer Fußballspieler
- Alexandre Müller (* 1997), französischer Tennisspieler
- Mattéo Guendouzi (* 1999), Fußballspieler
- Stanley N’Soki (* 1999), französischer Fußballspieler
- Sami Outalbali (* 1999), französischer Filmschauspieler
- Tom Rapnouil (* 2001), französischer Fußballspieler

## Nachweise
1. ↑  Vom 9. September nach J. H. Elliot, "Europe Divided 1559-1598", 1968; dt. Übersetzung von Egbert von Kleist unter dem Titel "Das geteilte Europa 1559-1598". Wilhelm Heyne Verlag, München 1980, ISBN 3-453-48063-5, S. 92.
2. ↑  J. H. Elliot, "Europe Divided 1559-1598", 1968; dt. Übersetzung von Egbert von Kleist unter dem Titel "Das geteilte Europa 1559-1598". Wilhelm Heyne Verlag, München 1980, ISBN 3-453-48063-5, S. 92–94, 100.
3. ↑  Monuments historiques:  Collégiale Notre-Dame
4. ↑  Monuments historiques:	Villa Savoye